# Maica Shipton
Ursula Southeil, (c. 1488-1561) (de asemenea, numele este scris și ca Ursula Southill, Ursula Soothtell sau Ursula Sontheil), mai bine cunoscută sub numele de Mama/Maica Shipton, a fost, probabil, o ghicitoare și  proorociță engleză. Pretinsele ei profeții au fost publicate abia postum, în anul 1641, și conțineau o serie de previziuni mai ales regionale, iar două versete profetice erau despre sfârșitul lumii, niciunul îndeplinit.
Una dintre cele mai notabile ediții cu profețiile sale a fost publicată în 1684..  Acesta ediție menționa că femeia s-a născut în Knaresborough, Yorkshire, într-o peșteră acum cunoscută sub numele de Peștera Mamei Shipton, care este în prezent o atracție turistică. Ea a avut reputația de a fi o femeie hidoasă și urâtă. Cartea, de asemenea, susține că s-a căsătorit cu Toby Shipton, un tâmplar local, aproape de York în 1512 și a că a făcut avere cu predicțiile realizate de-a lungul vieții sale.
Este trecut în jurnalele lui Samuel Pepys care descriu distrugerea Londrei de către Marele Incendiu că a auzit discutându-se în compania Familiei Regale despre profeția Maicii Shipton privind acest eveniment.

## Profeții
Cea mai faimoasă ediție cuprinzând afirmațiile Maicii Shipton conține multe preziceri, evenimente și fenomene moderne a fost publicată în 1684. Cartea a fost citată în toată lumea astăzi ca și cum ar fi fost originală și conține peste o sută de versete profetice, în special într-un limbaj care nu e din secolul al XVI-lea. Această ediție include versurile acum celebre:
```
   Lumea la un sfârșit, va veni                      The world to an end shall come
   În o mie opt sute optzeci și unu.
[
8
]
               In eighteen hundred and eighty one.
```

Cu toate acestea, această versiune nu a fost tipărită decât în 1862, iar adevăratul autor, un oarecare Charles Hindley, a recunoscut ulterior în presa scrisă că textul este invenție proprie. Această profeție falsificată de Hindley a apărut de-a lungul anilor, cu date diferite și în diferite țări (de exemplu, la sfârșitul anilor 1970 mai multe articole precizau că Mama Shipton a anunțat că sfârșitul lumii va veni în 1981.
Broșura din anii 1920 (de multe ori republicată) Viața și profețiile Ursulei Sontheil mai bine cunoscută sub numele de Maica Shipton (The Life and Prophecies of Ursula Sontheil better known as Mother Shipton)  a schimbat data în anul 1991.
Printre alte versuri bine-cunoscute din versiunea falsă a lui Hindley (adesea citate ca originale) se numără și următoarele:
```
    A Carriage without a horse shall go;        Căruța fără cal va merge;
    Disaster fill the world with woe...         Dezastrul va umple lumea de vaiete ...
    In water iron then shall float,             În apă fierul atunci va pluti,
    As easy as a wooden boat.                   La fel de ușor ca o barca din lemn.
```